# آرلين دال
آرلين دال (بالإنجليزية: Arlene Dahl )‏ (و. 1925  م) هي ممثلة مسرحية، وممثلة تلفزيونية، وممثلة أفلام أمريكية، ولدت في منيابولس، الحزب الجمهوري، بدأت مشوارها المهني سنة 1947.

## التعليم
تعلمت في جامعة منيسوتا.

## وصلات خارجية
- آرلين دال على موقع IMDb (الإنجليزية)
- آرلين دال على موقع الموسوعة البريطانية (الإنجليزية)
- آرلين دال على موقع ألو سيني (الفرنسية)
- آرلين دال على موقع ميوزك برينز (الإنجليزية)
- آرلين دال على موقع أول موفي (الإنجليزية)
- آرلين دال على موقع قاعدة بيانات برودواي على الإنترنت (الإنجليزية)
- آرلين دال على موقع قاعدة بيانات الأفلام السويدية (السويدية)
- آرلين دال على موقع إن إن دي بي (الإنجليزية)
- آرلين دال على موقع ديسكوغز (الإنجليزية)
- آرلين دال على موقع قاعدة بيانات الفيلم (الإنجليزية)